# NGC 2843
NGC 2843 (другое обозначение — PGC 26414) — линзообразная галактика (S0) в созвездии Рака. Открыта Уильямом Гершелем в 1784 году.
С видимой звёздной величиной 15,5m эта галактика — самая тусклая из приблизительно 2500 открытых Гершелем туманностей, и нет сомнений, что Гершель действительно её наблюдал, так как описание и координаты соответствуют действительности. Для её наблюдения Гершель использовал телескоп с увеличением 240X. По всей видимости, в день открытия условия наблюдения были очень хорошими, что и дало возможность открыть галактику.
Этот объект входит в число перечисленных в оригинальной редакции «Нового общего каталога».